# Pterygophyllum haesselianum
Pterygophyllum haesselianum là một loài Rêu trong họ Hookeriaceae. Loài này được Matteri mô tả khoa học đầu tiên năm 1972.